# Clivina dentipes
Clivina dentipes es una especie de escarabajo del género Clivina, familia Carabidae. Fue descrita científicamente por Dejean en 1825.
Especie nativa de la región Caribe, México y los Estados Unidos, habita en la gran mayoría de estados de los Estados Unidos. También en otras regiones y países como el Caribe, Cuba, Jamaica y México.
Mide 8.0-9.5 mm. Se encuentra en sitios y lugares con abundante agua como arroyos y lagos, también en terrenos llenos de lodo como lodazales.